# Thomas Fenwick Drayton
Pour les articles homonymes, voir Drayton.
Thomas Fenwick Drayton (24 août 1809 - 18 février 1891) est un planteur, homme politique, président de chemin de fer, et officier militaire de Charleston, Caroline du Sud. Il sert dans l'armée des États-Unis, puis en tant que brigadier général dans l'armée des États confédérés pendant la guerre de Sécession.

## Avant la guerre
Drayton est originaire de Caroline du Sud, probablement né à Charleston. Il est le fils de William Drayton, un avocat de renom, soldat, et représentant des États-Unis. En 1833, William Drayton emmène toute la famille, sauf Thomas, qui choisit de rester dans le Sud, vers Philadelphie, en Pennsylvanie à la suite de la crise de l'annulation, puisqu'il est unioniste. Le grand-père de Thomas, William Drayton Sr, était un juge de la province de l'Est de la Floride (1763-1780) et a été nommé en tant que premier juge fédéral de la nouvelle-cour de district de la Caroline du Sud.
Drayton est diplômé en 1828 de l'académie militaire de West Point, où il est un camarade de classe de Jefferson Davis, qui devient son ami pour la vie. Drayton est nommé second lieutenant dans le 6th U.S. Infantry.
Quatre ans plus tard, Drayton démissionne de l'armée américaine et devient ingénieur de génie civil pour la construction des voies ferrées à Charleston, Louisville, et Cincinnati pendant deux ans avant de retourner dans la plantation. Il est capitaine dans la milice de l'État pendant cinq ans.
Drayton est élu à la législature de l'État de Caroline du Sud et est un ardent partisan des droits des États et de l'esclavage. Il finit par posséder 102 esclaves à Fish Hill Plantation, que sa femme a apporté en dot à leur mariage. Alors qu'il est sénateur de l'État, Drayton est également président de la Charleston & Savannah Railroad de 1853 à 1856.

## Mariage et famille
En 1832, Drayton épouse Catherine Pope issue d'une riche famille de planteurs à Edisto, Caroline du Sud. Sa famille possède Fish Hall Plantation sur l'île de Hilton Head. Les Draytons ont plusieurs enfants. Deux de leurs fils serviront avec lui pendant la guerre de Sécession.

## Guerre de Sécession

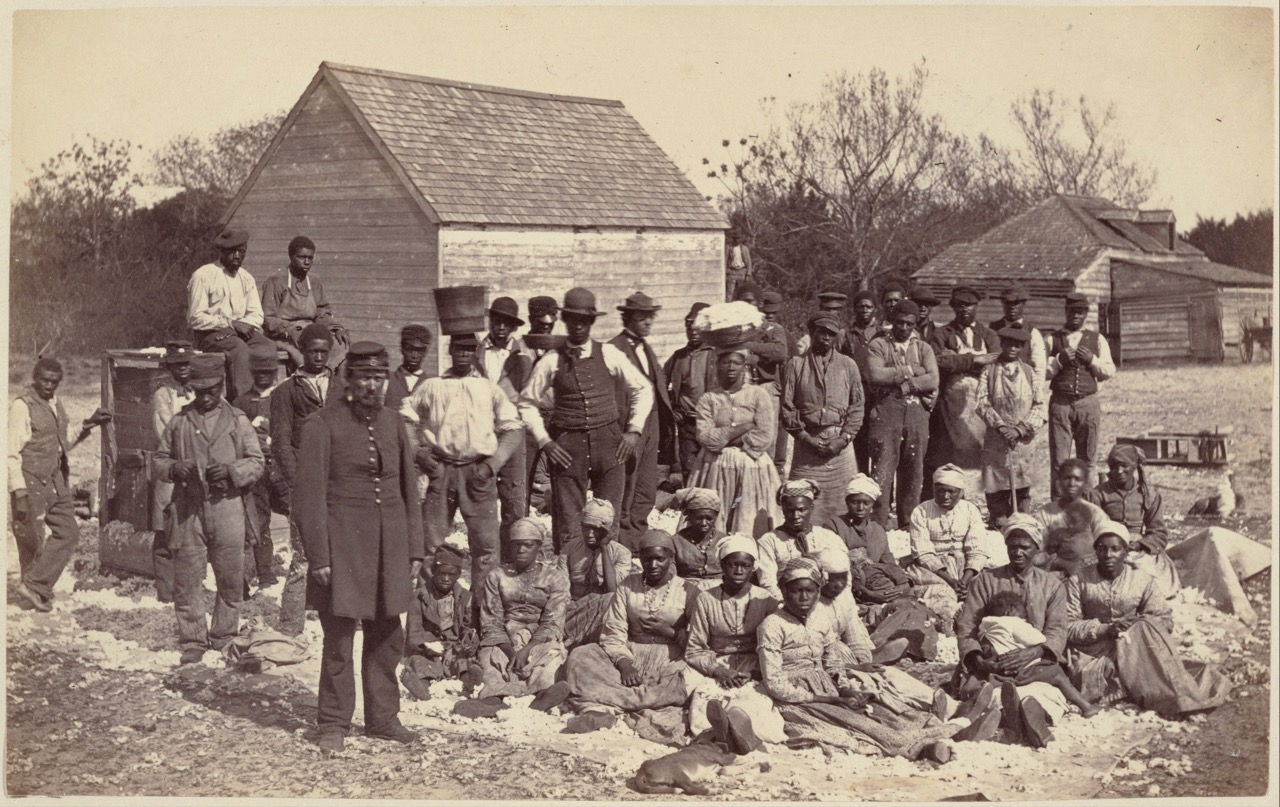
Esclaves du général Thomas F. Drayton, Hilton Head, Caroline du Sud, en 1862, après que Drayton les ait abandonnés, fuyant l'armée de l'Union.

Avec la venue de la guerre, Jefferson Davis, le nouveau président des États Confédérés d'Amérique, nomme Drayton brigadier général en septembre 1861, et le place au commandement du district militaire à Port-Royal, en Caroline du Sud. Drayton utilise par la suite « Fish Hall Plantation », que sa femme possède, en tant que quartier général lors de la défense de l'île de Hilton Head jusqu'en 1861. Drayton assigne beaucoup de ses 102 esclaves sur l'île pour construire les défenses et faire d'autres travaux afin de soutenir les confédérés,.
Lors de la bataille de Port-Royal, plus tard cette année-là, les troupes sous son commandement à fort Beauregard et fort Walker sont attaquées par les navires de la marine de l'Union, dont l'USS Pocahontas, commandé par son frère, Percival Drayton. Le fils de Thomas Drayton, le lieutenant William Drayton, combat également avec les confédérés lors de la défense des forts. Après un long bombardement, les deux forts tombent aux mains des attaquants de l'Union, qui par la suite occupent une grande partie de la région. Ils prennent leur premier port en eau profonde de la côte de la Caroline.
En 1862, Drayton est affecté au commandement d'une brigade d'infanterie composée du 15th South Carolina Infantry, du 3rd Bataillon S. C. Inf. et de trois régiments d'infanterie de Géorgie, le 50th et 51th et la légion de Géorgie de Phillips, qui devient une partie de l'aile droite de l'armée de Virginie du Nord sous les ordres du lieutenant général James Longstreet. La brigade de Drayton combat lors de la seconde bataille de Manassas. Défendant Fox's Gap à la bataille de South Mountain, Drayton subit des pertes élevées. Sa brigade, très réduite, participe également à une action considérable à Sharpsburg.
Ses capacités tactiques sont parfois remises en question par ses supérieurs, et on le relève finalement de son commandement. Il est transféré sur le théâtre occidental pour commander une brigade dans l'armée de Sterling Price en août 1863. Durant les deux dernières années de la guerre, il assure surtout des travaux administratifs sur le théâtre du Trans-Mississippi, même s'il commande brièvement une division au début de 1864.

## Après la guerre
Après la reddition des forces de la Confédération au printemps de 1865, Drayton part pour le comté de Dooly, Géorgie, où il gère une plantation. Sans ressources et dans l'impossibilité de récupérer ses biens confisqués en Caroline du Sud, en 1871, il s'installe à Charlotte, Caroline du Nord, où il vend de l'assurance vie. Drayton est président de la société des immigrants de la Caroline du Sud jusqu'à peu de temps avant sa mort à Florence, en Caroline du Sud, à l'âge de 81 ans. Il est enterré dans le cimetière d'Elmwood à Charlotte.
Drayton est commémoré par un marqueur historique érigé en 1985 par l'État de Caroline du Sud, près de Hilton Head dans le comté de Beaufort.